# Asticta proclivis
Asticta proclivis är en fjärilsart som beskrevs av Jacob Hübner 1827. Asticta proclivis ingår i släktet Asticta och familjen nattflyn. Inga underarter finns listade i Catalogue of Life.